# Спасский, Борис Иванович
Борис Иванович Спасский (1910—1990) — советский историк физики, доктор физико-математических  наук, профессор Московского университета. Автор монографии «История физики» (1963—1964 годы).

## Биография и научная деятельность
Б. И. Спасский родился в 1910 году в Туле в дворянской семье, отец — Спасский Иван Алексеевич, мать — Спасская Елена Сергеевна. По окончании средней школы Борис работал слесарем (1929—1932), после чего поступил на физическое отделение Московского университета (с 1933 года преобразованное в физический факультет).
В 1938 году Б. И. Спасский получил диплом с отличием по специальности «теоретическая физика» и был принят в аспирантуру научно-исследовательского института физики, действовавшего при факультете. В аспирантуре Б. И. Спасский специализировался по истории физики, его научным руководителем стал профессор А. К. Тимирязев. Тема диссертации: «Основные физические воззрения XVII и XVIII веков и М. В. Ломоносов». В дальнейшем Б. И. Спасский много занимался исследованием творчества Ломоносова — в 1961 году он написал книгу «Ломоносов как физик» (совместно с А. Ф. Кононковым), а в 1986 году — брошюру «Михаил Васильевич Ломоносов».
Диссертация была завершена в мае 1941 года, и 18 июня 1941 года Б. И. Спасский стал кандидатом физико-математических наук. Спустя 4 дня началась Великая Отечественная война, и Б. И. Спасский ушёл на фронт. Как командир взвода, а позднее командир батареи он воевал в составе Западного и Прибалтийского фронтов, участвовал в боях под Москвой, в Курской битве, в освобождении от гитлеровской оккупации Витебска и Риги. Был награждён тремя боевыми орденами — Красного Знамени (1943), Отечественной Войны II степени (1944), Красной Звезды (1945) и многими медалями. После победы над Германией был переброшен на Дальний Восток, где его военная карьера закончилась.
В 1946 году Б. И. Спасский вернулся на физический факультет МГУ в должности доцента. С 1948 года он читал студентам курс «История и методология физики», который был им создан и постоянно совершенствовался. Он также читал курс физики для студентов философского факультета. С 1949 по 1953 год работал главным редактором Гостехиздата. Неоднократно избирался секретарем парткома факультета
В 1962 году Б. И. Спасский защитил докторскую диссертацию по трём работам:
- «История физики», часть первая (1956),
- «Очерк возникновения и развития теории относительности»,
- «Об исследованиях Н. Н. Пирогова по статистическому обоснованию второго начала термодинамики».

В 1965 году Б. И. Спасскому было присвоено учёное звание профессора. С 1956 года стали выходить его учебники по истории физики. В 1963—1964 годах вышел учебник «История физики» в 2 частях (издательство Московского университета). Второе издание этой книги было опубликовано в 1977 году в издательстве «Высшая школа». По книгам Б. И. Спасского учились и учатся тысячи студентов.
На протяжении многих лет Б. И. Спасский был членом редколлегии сборника «История и методология естественных наук». Принимал участие в написании и редактировании фундаментального издания «Развитие физики в России (очерки)» в двух томах. Был председателем Отделения Советского национального объединения историков науки и техники при МГУ. До последних дней своей жизни он руководил работой кабинета истории физики. Неоднократно представлял советских историков науки за границей. Собирался опубликовать дополненное издание своей монографии по истории физики, но этим планам не суждено было сбыться.
За заслуги в научной и педагогической деятельности Б. И. Спасский был награждён орденами «Знак Почёта» и «Дружбы Народов», несколькими медалями. Б. И. Спасский скончался 12 января 1990 года.

## Труды

### Книги
- Спасский Б. И. Н. Н Пирогов. // Развитие физики в России.— М.: Просвещение, 1970, с. 300—308.
- Спасский Б. И. История физики, в двух томах. — Изд. 2-е. — М.: Высшая школа, 1977.
- Спасский Б. И. Физика в её развитии. М.: Просвещение, 1979
- Спасский Б. И. Физика для философов. М.: МГУ, 1989; ISBN 5-211-00348-9.

### Статьи в журнале «Успехи физических наук»
- Спасский Б. И. Михаил Васильевич Ломоносов — величайший русский учёный. № 42 (9) (1950).
- Спасский Б. И. М. В. Ломоносов и развитие физики. № 75, с. 397—410 (1961).
- Спасский Б. И., Сарангов Ц. С. К истории открытия теоремы Карно. № 99, с. 347—352 (1969).
- Спасский Б. И., Левшин Л. В., Красильников В. А. Физика и астрономия в Московском университете (К 225-летию основания университета). № 130, с. 149—175 (1980).
- Спасский Б. И., Московский А. В. О нелокальности в квантовой физике. № 142, с. 599—617 (1984).